# 1676 Кариба
1676 Кариба (1676 Kariba) — астероїд головного поясу, відкритий 15 червня 1939 року.
Тіссеранів параметр щодо Юпітера — 3,608.